# Monclar (Gers)
 Monclar  (en occitano Montclar d'Armanhac) es una población y comuna francesa, ubicada en la región de Mediodía-Pirineos, departamento de Gers, en el distrito de Condom y cantón de Cazaubon.

## Demografía
| 219 | 162 | 147 | 144 | 153 | 129 |
| Para los censos de 1962 a 1999 la población legal corresponde a la población sin duplicidades (Fuente: INSEE [Consultar]) |     |     |     |     |     |